# Crasnaia Besarabia
Crasnaia Besarabia (ros. Красная Бессарабия, Krasnaja Biessarabija) – wieś w Mołdawii (Naddniestrzu), w rejonie Grigoriopol, w gminie Colosova. W 2004 roku liczyła 41 mieszkańców.

## Położenie
Miejscowość znajduje się na lewym brzegu Dniestru, pod faktyczną administracją Naddniestrza, w odległości 27 km od Grigoriopola i 87 km od Kiszyniowa.

## Historia
Wieś została założona w 1928 roku.

## Demografia
Według danych spisu powszechnego w Naddniestrzu w 2004 roku wieś liczyła 41 mieszkańców, z czego niemal połowę, 19 osób, stanowili Ukraińcy.